# Iman bint Hussein
Iman bint Hussein, née le 24 avril 1993à Amman, est une princesse jordanienne, elle a 31 ans.

## Biographie
La princesse Iman est née à Amman, le 24 avril 1983. Elle est la fille du roi Hussein de Jordanie et de la reine Noor de Jordanie, et la sœur du roi Abdallah II de Jordanie, de la princesse Alia, du prince Faiçal, de la princesse Aisha, de la princesse Zein, de la princesse Haya, du prince Ali, du prince Hamzah, du prince Hashem et de la princesse Raiyah.

### Éducation
Elle a étudié à la Garrison Forest School de Baltimore dans le Maryland, à la Fay School du Massachusetts et à la Maret School de Washington, DC. Elle a rejoint la Royal Military Academy Sandhurst en 2002 et y a terminé sa formation le 8 août 2003. Elle s'est inscrite à l'Université américaine de Washington, DC en 2003 et a obtenu son diplôme en sociologie en 2007. 

### Vie privée
Le 20 décembre 2012, la Cour royale de Jordanie a annoncé l'engagement de la princesse Iman avec l'homme d'affaires Zaid Azmi Mirza,. Ils se sont mariés le 22 mars 2013,. Elle a donné naissance à un fils, Omar, le 7 octobre 2014. Le couple a divorcé en 2017[réf. nécessaire]. 

## Honneurs
- Chevalier Grand Cordon de l' Ordre Suprême de la Renaissance, classe spéciale[6],[7]
- Chevalier Grand Cordon de l'Ordre du mérite militaire[8]
- Récipiendaire de la médaille d'excellence Al-Hussein, 2e classe[réf. nécessaire]